# Джерри и лев
«Джерри и лев» (англ. Jerry and the Lion) — пятидесятый эпизод серии короткометражных мультипликационных фильмов «Том и Джерри», выпущенный 8 апреля 1950 года студией Metro-Goldwyn-Mayer. В этом эпизоде льва озвучил радио-актёр Фрэнк Грехем,
а голос ведущего новостей принадлежит другому радио-актёру, Полу Фрису.

## Сюжет
Один из главных героев мультсериала, кот Том, расслабляется в кресле и слушает музыку по радио. Внезапно он слышит шум на кухне, заходит туда и видит там второго из главных героев мультсериала - мышь Джерри, крадущего еду из холодильника «конвейерным» методом. Том преграждает Джерри путь, и мышонок выдавливает в кота содержимое томата, который он держал в руках. Джерри убегает с места действия, прихватив с собой ещё один томат. Том опять преграждает ему путь побега, закрыв дверь, но в двери оказалась норка с дверной ручкой, через которую и ретируется Джерри.
После этого Том возвращается к отдыху и радио. Внезапно по радио сообщают о сбежавшем из цирка льве. Том в ужасе закрывает все окна, баррикадирует ближайшую дверь диваном и вооружается ружьём для защиты от льва. Тем временем Джерри в подвале встречает сбежавшего льва. Лев просит Джерри спасти его от возвращения в цирк, так как он не выдерживает громкой музыки и хруста попкорна, а так же просит мышонка помочь ему вернуться в джунгли. Джерри соглашается, и лев благодарит своего новообретённого друга, после чего сообщает, что, в добавок ко всему прочему, он ещё и голоден. 
Джерри добывает для льва большой кусок ветчины, но его в это время замечает Том и преграждает ему путь. Затем Том останавливает Джерри, и отнимает ветчину, после чего ловит мышонка за хвост. Лев незаметно для Тома откусывает большой кусок ветчины. Том, не заметив льва через штору, начинает целиться из ружья. Но Джерри поднимает ружьё, и Том в панике выстреливает вверх. Джерри симулирует ранение и смерть. Том в ужасе бежит за аптечкой, а Джерри и лев, воспользовавшись предоставившейся возможностью, спешно покидают место происшествия. Не обнаружив Джерри и льва на месте, Том понимает, что его обманули, и, снова вооружившись ружьём, начинает искать Джерри и льва.
Лев и Джерри прячутся в гардеробной. К ней подходит Том и запирает дверь изнутри, оказавшись таким образом в помещении вместе с Джерри и львом. Буквально в ту же секунду во тьме гардеробной происходит драка между Томом и львом, преимущество в которой оказывается явно не на стороне кота. Он вылетает из гардеробной вместе с дверью и, наблюдая напротив себя только мышонка, думает, что это Джерри нанёс ему побои, и в ужасе убегает прочь из дома, при этом проломив стену насквозь. Из гардеробной высовывается лев, который и приложил наибольшие усилия для победы над котом, и пожимает Джерри лапу.
После этого лев при помощи Джерри прячется на корабле, уплывающем в Африку. Корабль даёт гудок и отплывает, и Джерри под песню прощается со своим новым другом. Он даже начинает плакать, потому что его новообретённый друг так быстро уехал, но всё же он рад, что помог ему вернуться на родину.

## Факты
- Когда Джерри прощается со львом, можно услышать инструментальную тему песни «Auld Lang Syne».
- Стиль начальной заставки будет позаимствован для серии «Jerry and Jumbo» (Джерри и Джамбо).